# The Behemoth
The Behemoth és una companyia de desenvolupament de videojocs creada el 2003 per John Baez, l'artista Dan Paladin (també conegut com a Synj) i els programadors Tom Fulp (el creador de la popular pàgina web de contingut Flash Newgrounds), Brandon LaCava i Nick Dryburgh. Més endavant, l'últim membre esmentat va abandonar la companyia. La seva seu se situa a San Diego, California. Són reconeguts per tenir un estil propi en la creació de videojocs simples en 2D.
El seu primer videojoc de consola, Alien Hominid, va ser aclamat per la crítica i els membres de The Behemoth es van guanyar una reputació com a desenvolupadors independents, centrats a recuperar estils de videojocs considerats de la vella escola per portar-los de nou al públic general. Com a exemple d'aquest objectiu, alguns dels videojocs d'Alien Hominid van ser publicats a iOS el 2011.
El segon joc de The Behemoth, Castle Crashers, va ser publicat el 27 d'agost del 2008, originalment pel servei Xbox Live Arcade, republicant-se per PlayStation 3 el 31 d'agost del 2010 i per Microsoft Windows/Mac OS X el 26 de setembre de 2012. Aquest joc va ser molt popular a la seva plataforma original, XBLA, arribant a ser dels més descarregats amb més de 2,6 milions de còpies venudes a finals del 2011.
Un tercer títol, BattleBlock Theater, va ser publicat el 3 d'abril del 2013.
The Behemoth està treballant en un títol exclusiu per Xbox One que encara ha de ser anunciat.

## Història
Durant l'agost del 2002, Tom Fulp i Dan Paladin van col·laborar en la creació del videojoc Flash Alien Hominid pel portal Newgrounds. Des d'aleshores, el joc ha esdevingut extremadament popular i ha generat més de vint milions de visites, nombre que segueix creixent. Més tard, aquell mateix any, Paladin estava treballant en un videojoc per consola quan el seu company de treball John Baez, fan d'Alien Hominid, li va demanar si estava interessat a portar el títol a consoles. Quan Baez es va oferir com a productor, Fulp i Paladin van acceptar, van convèncer a LaCava i Dryburgh, i van formar The Behemoth el 2003.

## Jocs
- Alien Hominid (2004) (PlayStation 2, GameCube, Xbox, Game Boy Advance, PC [Prototip en Flash])
- Alien Hominid HD (2007) (Xbox 360)
- Castle Crashers (2008) (Xbox 360); (2010) PlayStation 3); (2012) (PC)
- Super Soviet Missile Mastar (2011) (iOS)[1]
- PDA Games (2011) (iOS)
- BattleBlock Theater (2013) (Xbox 360);[2] (2014) (PC)
- Game 4 (Encara ha de ser anunciat, títol provisional)